# Atrichum elamellosum
Atrichum elamellosum là một loài rêu trong họ Polytrichaceae. Loài này được (Herzog) Frye & Duck. mô tả khoa học đầu tiên năm 1947.